# Carole

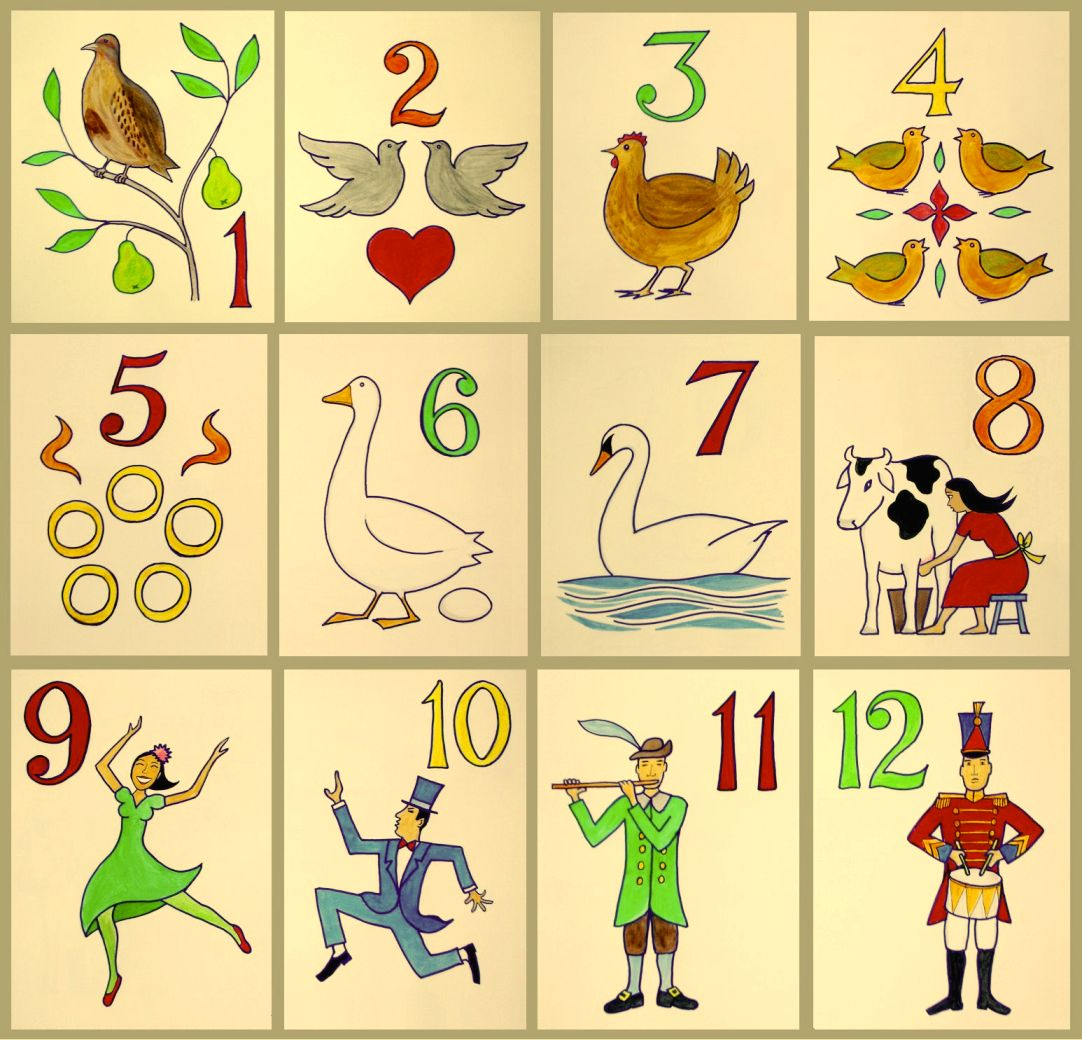
«The Twelve Days of Christmas»

Carole (carol, Kronentanz) – średniowieczny, francuski taniec kołowy, wywodzący się z pogańskich obrzędów, związanych z zimowym przesileniem. 
Z niego wzięła początek pieśń ludowa zwana w Anglii carol, a w Polsce pastorałka i rotuła.
Termin carole pochodzi od greckiego khoraules (khoros = chór + auleo = grać na flecie). Rzymianie nazywali choraules flecistów towarzyszących chórowi. Owidiusz wymienia termin chorea, którym określa taniec z towarzyszeniem śpiewu. W Prowansji choreola była zdrobnieniem od chorea i oznaczała taniec grupowy. Termin ten przeszedł do francuskiego jako carole a do włoskiego jako carola i oznaczał w obu wypadkach śpiew ze specyficznym rodzajem tańca. Odpowiada temu angielski termin carol, który oznacza rodzaj śpiewu religijnego, prawie zawsze związanego z Bożym Narodzeniem.
Curt Sachs dowodził, że termin carole pochodzić może od łacińskiej corolla, czyli mała girlanda, mała korona. Potwierdzać to może niemiecka nazwa tego tańca Kronentanz, co oznacza taniec korony, a więc w kółko.
Carole jest bardzo prostym i starym tańcem, wykonywanym zespołowo. Jego schemat jest ciągle taki sam w różnych regionach Europy. Tańczy się go w kole, trzymając za ręce, poruszając się w prawo bądź w lewo. Czasami koło pęka i tworzy się wtedy korowód. 
Przez całe średniowiecze jego forma nie uległa zmianie, miała charakter rytualnej celebracji. Największą popularnością taniec cieszył się we Włoszech, Francji i Anglii. W niektórych regionach Wielkiej Brytanii jeszcze dziś jest praktykowany w czasie świąt religijnych i ludowych, związanych z zimowym przesileniem (22 grudnia). W czasie świąt Muming Play związanych z antycznymi kultami rolniczymi, w celu zapewnienia bogatych zbiorów, wzdłuż ulic i na placach, rolnicy śpiewając tańczą pewną odmianę carol. 
Zmiana nastąpiła tam, gdzie do akompaniamentu śpiewem dodano muzykę, lub wręcz zastąpiono nią śpiew. Wtedy carole stała się tańcem wyłącznie świeckim. 
We Francji przez jakiś czas tańczono ją na bazie rondeau (ronda), muzyki początkowo liturgicznej, wykonywanej do końca XIII w. monodycznie. Po tym okresie zaczęto ją wykonywać polifonicznie, aż do końca XV w. Termin rondeau oznaczy okrąg i odnosi się tak do tańca wykonywanego w tej formie (łac. rotundus), jak i do akompaniamentu charakteryzującego się ciągłym powrotem refrenu.
Carole weszła w skład basse danse około połowy XIV w. i uzyskała status tańca artystycznego. W następnych wiekach spotyka się ją w przeróżnych kontekstach. Dotarła do naszych czasów także w dziecięcych zabawach w kółko graniaste. Swoją popularność zawdzięcza niezwykłej prostocie i trzymaniu się za ręce, co wynika ze spontanicznego odruchu solidarności. 
Carole przypomina także niektóre tańce plemienne wykonywane w kole. Najprostsze zaloty i związane z nimi tańce, krążenie chłopców dookoła dziewcząt ustawionych w kółko, posiadają te same cechy. Rytuały związane z płodnością i zapewnieniem dobrobytu, kult zmarłych i tańce wojenne niektórych regionów także przybierają formę tańca w kole i zazwyczaj towarzyszą im śpiewy.